# Yolanda Camarano de Sucre
Yolanda Camarano de Sucre (Santa Fe de Veraguas, 26 de agosto de 1915 - Ciudad de Panamá, 24 de mayo de 2000), fue periodista, profesora y escritora panameña.  Galardonada en 1959 con el tercer premio del Concurso Ricardo Miró en el género de novela con su obra Los Capelli y en 1966 obtiene el primer premio con La Doña de la Paz. Así mismo, obtiene en Guatemala el premio del mejor cuento con su obra La Soga. Sin embargo, ella considera su mayor contribución literaria a la revista Recreo que dedica a los niños panameños que administra conjunto con su hermana, Josefa Camarano de Correa, el material de la revista orientado a lo didáctico.
En 2015, en conmemoración del centenario de su natalicio, la Biblioteca Nacional Ernesto J. Castillero inauguró la exhibición "El derecho me cabe".